# 钩毛草
钩毛草（学名：Pseudechinolaena polystachya）为禾本科钩毛草属下的一个种。

## 扩展阅读
維基物種上的相關：钩毛草